# Annemarie Bradley-Sherron
Annemarie Bradley-Sherron (auch Anne Marie/Annemarie Bradley) ist eine amerikanische Friseurin.

## Leben
Bradley hatte 1999 ihr Debüt beim Kurzfilm Alice Underground und arbeitete seitdem in über 50 Filmen und Fernsehserien mit, etwa der Serie Younger. Sie arbeitete als Head des Frisuren Department am Film The Whale und wurde für ihre Arbeit mit dem Oscar in der Kategorie bestes Make-up und beste Frisuren ausgezeichnet.

## Filmografie (Auswahl)
- 1999: Alice Underground (Kurzfilm)
- 2001: Perfume
- 2004: Tanner on Tanner
- 2007: Dedication
- 2007: Purple Violets
- 2011: Suits (Fernsehserie)
- 2013: The Big C (Fernsehserie)
- 2014: A Most Violent Year
- 2015: Allegiance (Fernsehserie)
- 2016: Ghostbusters
- 2016–2021: Younger (Fernsehserie)
- 2018: A Quiet Place
- 2019: Stadtgeschichten (Tales of the City, Fernsehserie)
- 2020: Let Them All Talk
- 2021: In the Heights
- 2022: The Whale

## Auszeichnungen (Auswahl)
- 2022: BAFTA-Nominierung in der Kategorie Best Make Up & Hair für The Whale
- 2023: Oscar-Auszeichnung in der Kategorie Bestes Make-up und beste Frisuren für The Whale (zusammen mit Judy Chin und Adrien Morot)[2]